# Гедж (острів)
Гедж (рос. Гедж) — острів в центральній частині архіпелагу Земля Франца-Йосифа. Найвища точка острова — 25 метрів. Адміністративно відноситься до Приморського району Архангельської області Росії.
Розташований у центральній частині архіпелагу в акваторії протоки Вандербільт між островом Ла-Ронсьєр (за 5,5 кілометрів на північ) і Землею Вільчека (за 4 кілометрів на південь).
Має круглу форму діаметром близько 1 кілометра і повністю покритий льодом.
Острів Гедж названий на честь шотландського вченого сера Патрика Геддеса. У свою чергу експедиція Циглера, помилково вважаючи себе першовідкривачами, назвала острів — острів Гайдана, на честь американського геолога Фердинанда Гайдена.